# Le Cellier
Pour les articles homonymes, voir Cellier.
Le Cellier est une commune de l'Ouest de la France, située dans le département de la Loire-Atlantique, en région Pays de la Loire.
Elle faisait partie du Pays nantais, pays historique de Bretagne.

## Géographie

Situation de la commune du Cellier dans le département de la Loire-Atlantique

Le Cellier est situé sur la rive nord de la Loire, à 18 km à l'est de Nantes et 17 km à l'ouest d'Ancenis.
Deux îles de Loire dépendent administrativement de la commune : l'île Neuve et l'île Dorelle.
| Saint-Mars-du-Désert | Ligné                       | Couffé |
| Mauves-sur-Loire     | Cellier                     | Oudon  |
|                      | Orée d'Anjou Maine-et-Loire |        |

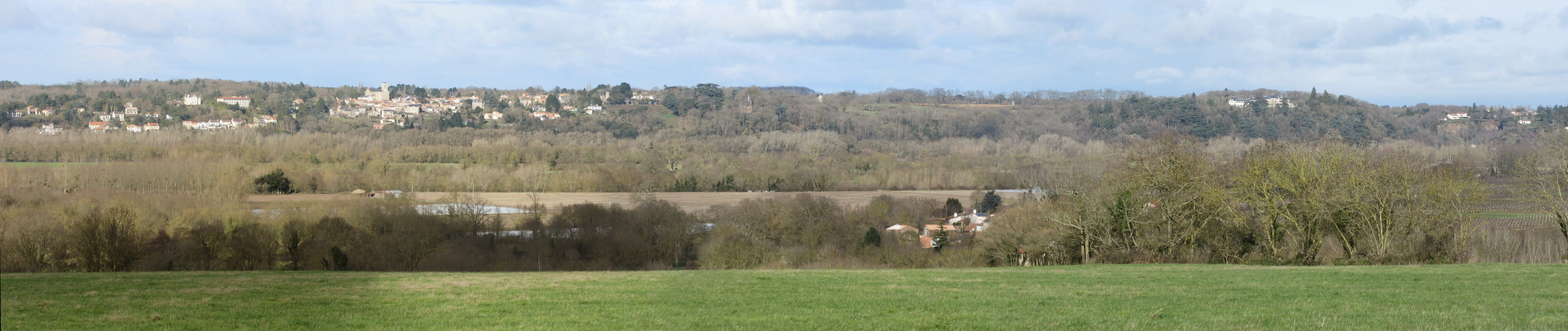
Panorama du bourg du Cellier à Vandel depuis l'Auberdière
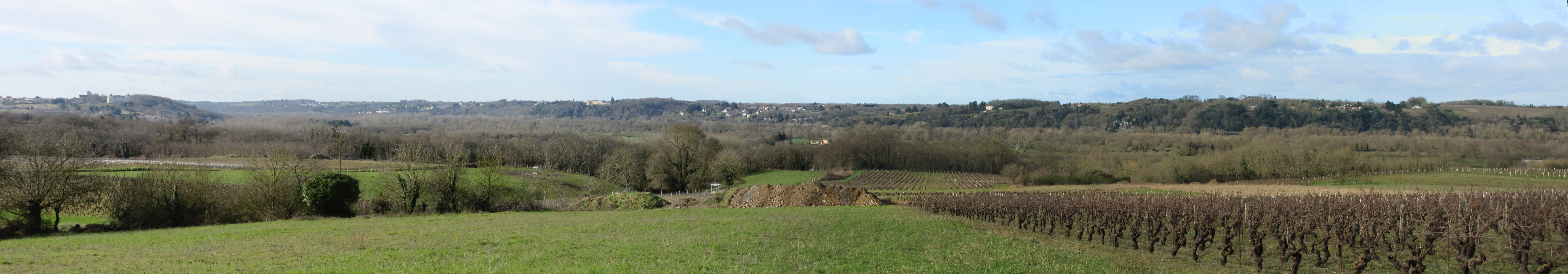
Panorama du Cellier vu de la Coindassière
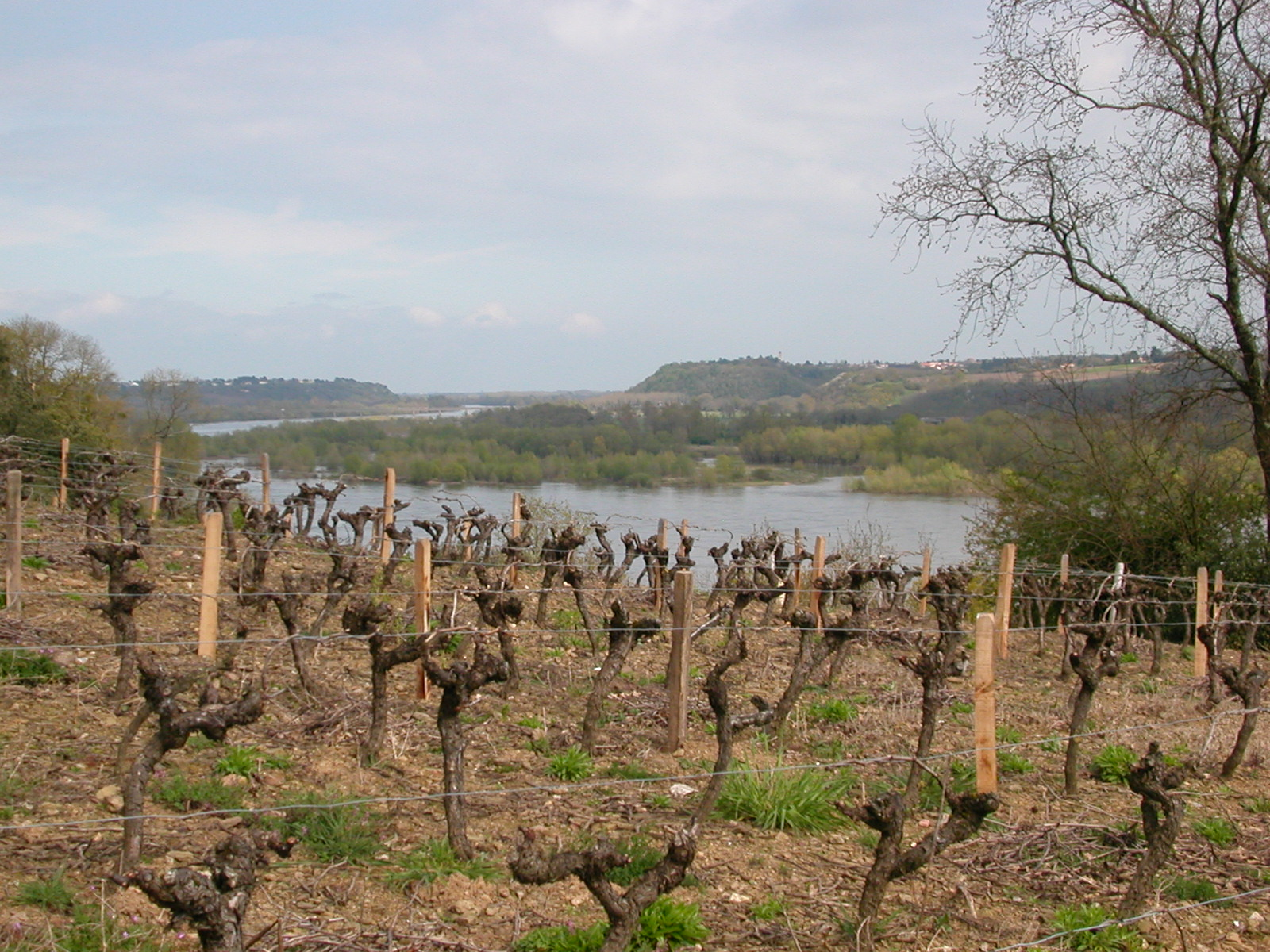
Vignes surplombant la Loire au Cellier
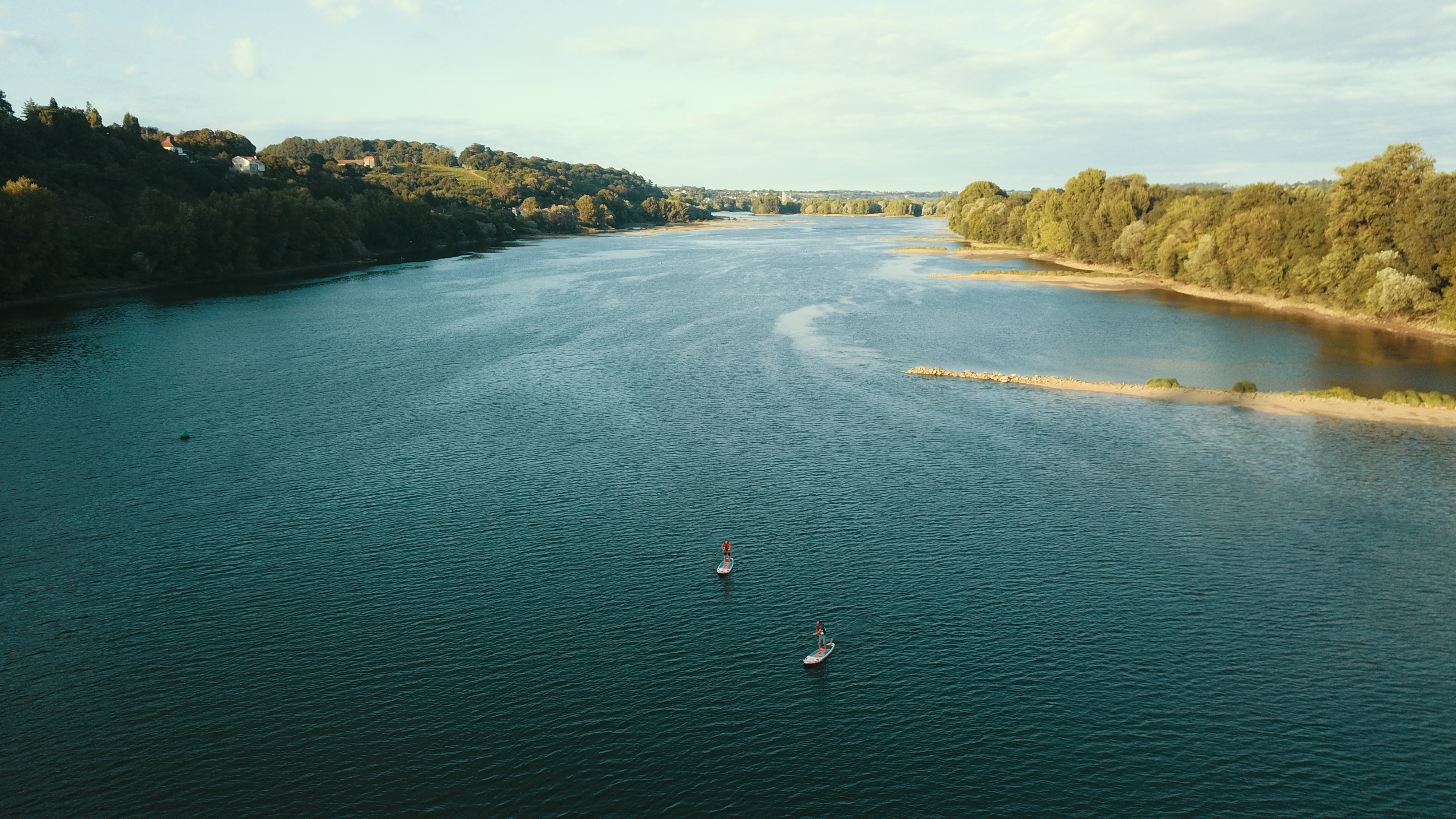
Vallée de La Loire
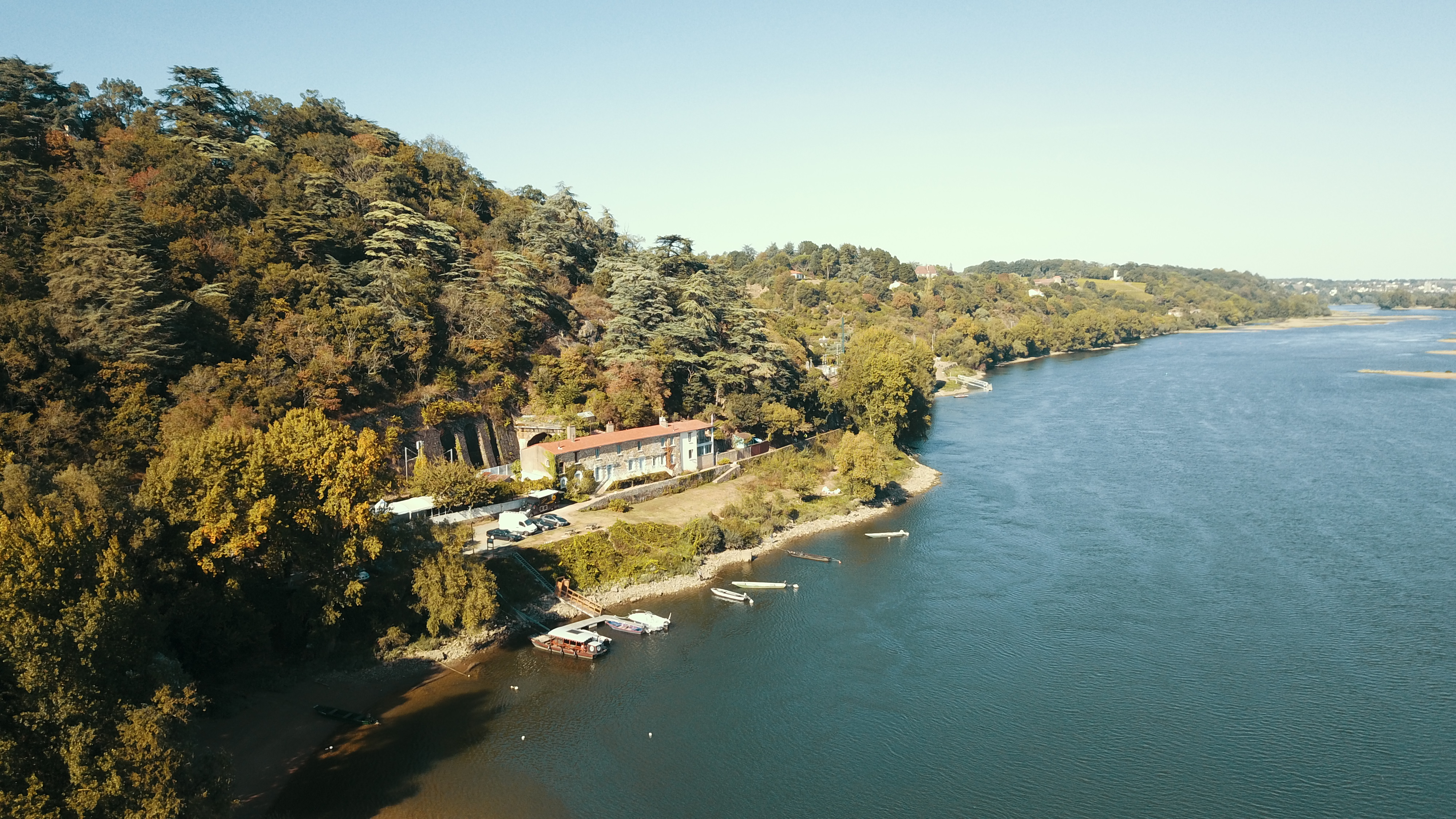
Beau Rivage

### Climat
Pour des articles plus généraux, voir Climat des Pays de la Loire et Climat de la Loire-Atlantique.
En 2010, le climat de la commune est de type climat océanique franc, selon une étude du CNRS s'appuyant sur une série de données couvrant la période 1971-2000. En 2020, Météo-France publie une typologie des climats de la France métropolitaine dans laquelle la commune est exposée à un climat océanique et est dans la région climatique  Bretagne orientale et méridionale, Pays nantais, Vendée, caractérisée par une faible pluviométrie en été et une bonne insolation. 
Pour la période 1971-2000, la température annuelle moyenne est de 12,1 °C, avec une amplitude thermique annuelle de 13,3 °C. Le cumul annuel moyen de précipitations est de 768 mm, avec 12,5 jours de précipitations en janvier et 5,8 jours en juillet. Pour la période 1991-2020, la température moyenne annuelle observée sur la station météorologique de Météo-France la plus proche, sur la commune de Nort-sur-Erdre à 18 km à vol d'oiseau, est de 12,4 °C et le cumul annuel moyen de précipitations est de 760,4 mm,. Pour l'avenir, les paramètres climatiques de la commune estimés pour 2050 selon différents scénarios d'émission de gaz à effet de serre sont consultables sur un site dédié publié par Météo-France en novembre 2022.

## Urbanisme

### Typologie
Au 1er janvier 2024, Le Cellier est catégorisée commune rurale à habitat dispersé, selon la nouvelle grille communale de densité à sept niveaux définie par l'Insee en 2022.
Elle est située hors unité urbaine. Par ailleurs la commune fait partie de l'aire d'attraction de Nantes, dont elle est une commune de la couronne,. Cette aire, qui regroupe 116 communes, est catégorisée dans les aires de 700 000 habitants ou plus (hors Paris),.

### Occupation des sols
L'occupation des sols de la commune, telle qu'elle ressort de la base de données européenne d’occupation biophysique des sols Corine Land Cover (CLC), est marquée par l'importance des territoires agricoles (63,5 % en 2018), en diminution par rapport à 1990 (66,2 %). La répartition détaillée en 2018 est la suivante : 
terres arables (31,2 %), zones agricoles hétérogènes (25,2 %), forêts (21,5 %), zones urbanisées (7,7 %), prairies (7 %), eaux continentales (3,9 %), zones industrielles ou commerciales et réseaux de communication (1,7 %), espaces verts artificialisés, non agricoles (1,7 %), cultures permanentes (0,1 %). L'évolution de l’occupation des sols de la commune et de ses infrastructures peut être observée sur les différentes représentations cartographiques du territoire : la carte de Cassini (XVIIIe siècle), la carte d'état-major (1820-1866) et les cartes ou photos aériennes de l'IGN pour la période actuelle (1950 à aujourd'hui).

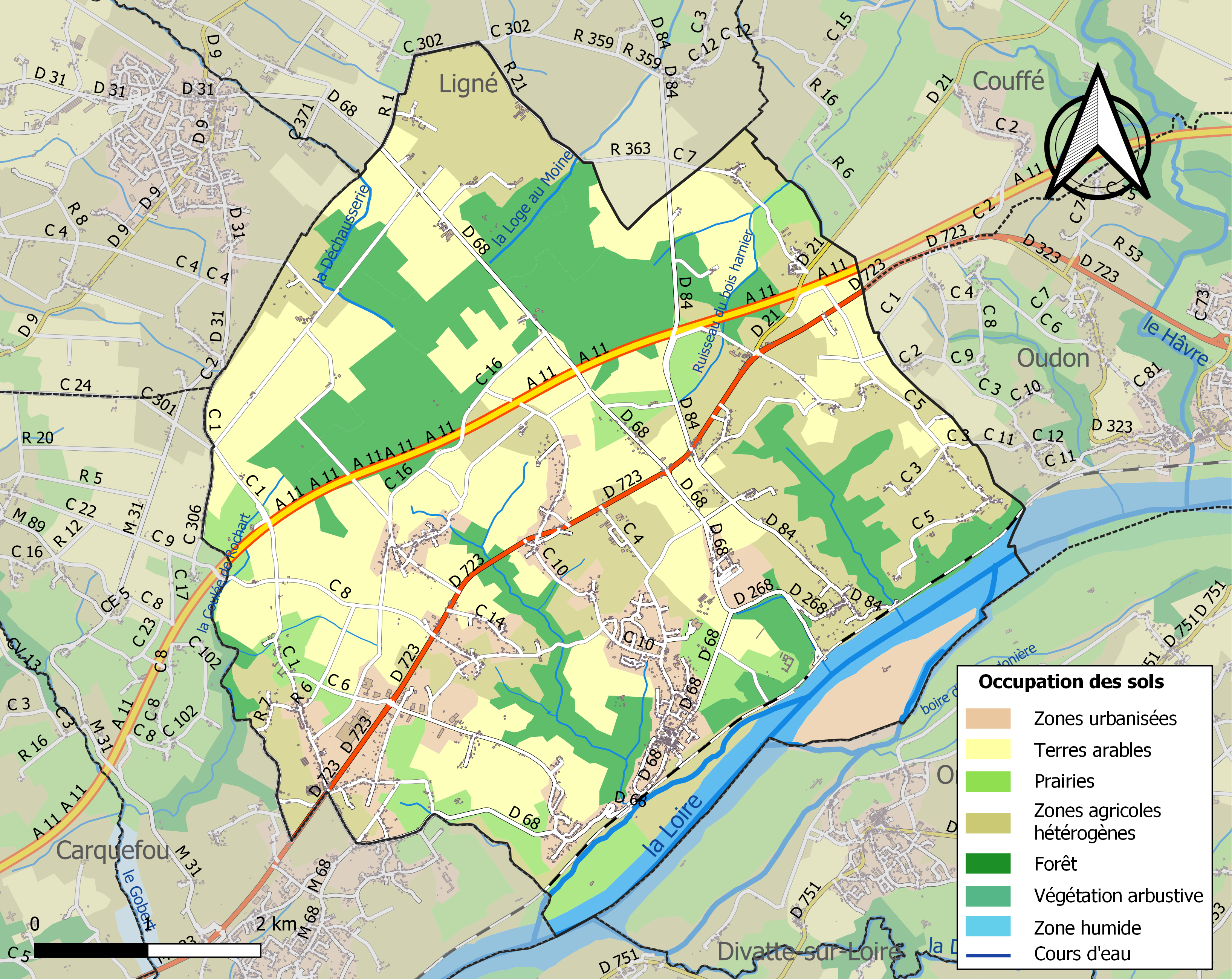
Carte des infrastructures et de l'occupation des sols de la commune en 2018 (CLC).

## Toponymie
Le nom de la localité est attesté sous la forme Cellarium au XIIe siècle.
Le toponyme « Le Cellier » vient du latin cellarium, "garde-manger". Un cellier aurait été implanté sur cette commune viticole.
Le Cellier possède un nom en gallo, la langue d'oïl locale, écrit Le Celier selon l'écriture ABCD ou L'Çelier selon l'écriture MOGA. En gallo, le nom de la commune se prononce [lsəljə] ou [lsə.ljə]. 
La forme bretonne proposée par l'Office public de la langue bretonne est Keller.

## Histoire

### Moyen Âge
Selon la légende, saint Méen, de passage au Cellier à son retour de Rome, y aurait tué un dragon et créé un établissement religieux. Le prieuré Saint-Méen est attesté par la suite, détruit à l'époque des invasions normandes, rétabli au XIIe siècle.
Il semble qu'un péage fluvial ait existé dès le IXe siècle, commandé par une forteresse située à l'emplacement actuel des « Folies-Siffait », appelée par la suite « Château-Guy », du nom d'un comte de Nantes et responsable de la marche de Bretagne. À la fin du XIVe siècle, le siège du péage est transféré à Champtoceaux.

### Le château de Clermont
Au XVIIe siècle, la famille Chenu « de Clermont », liée au prince de Condé, détient la charge de gouverneur des villes et châteaux de Champotoceaux et Oudon ; un de ses membres fait construire de 1643 à 1649 l'imposant château.
Sous le règne de Louis XVI il y fut établi une bergerie royale principalement destinée à l'acclimatation du mouton mérinos, race qui fut installée au hameau rustique de la Reine à Trianon ; cet établissement existera encore sous la Restauration.
Au XVIIIe siècle , le château passera aux familles de Claye, La Bourdonnaye, de Liré. En 1791 le domaine de Clermont passe aux Juchault des Jamonières, jusqu'en 1854. Par la suite, le château devient propriété des familles de Lareinty-Tholozan de 1854 à 1860, Nau de Maupassant - nom « relevé » et assorti sans droit du titre de comte - de 1860 à 1963 et enfin des De Funès de Galarza de 1967 à 1986.

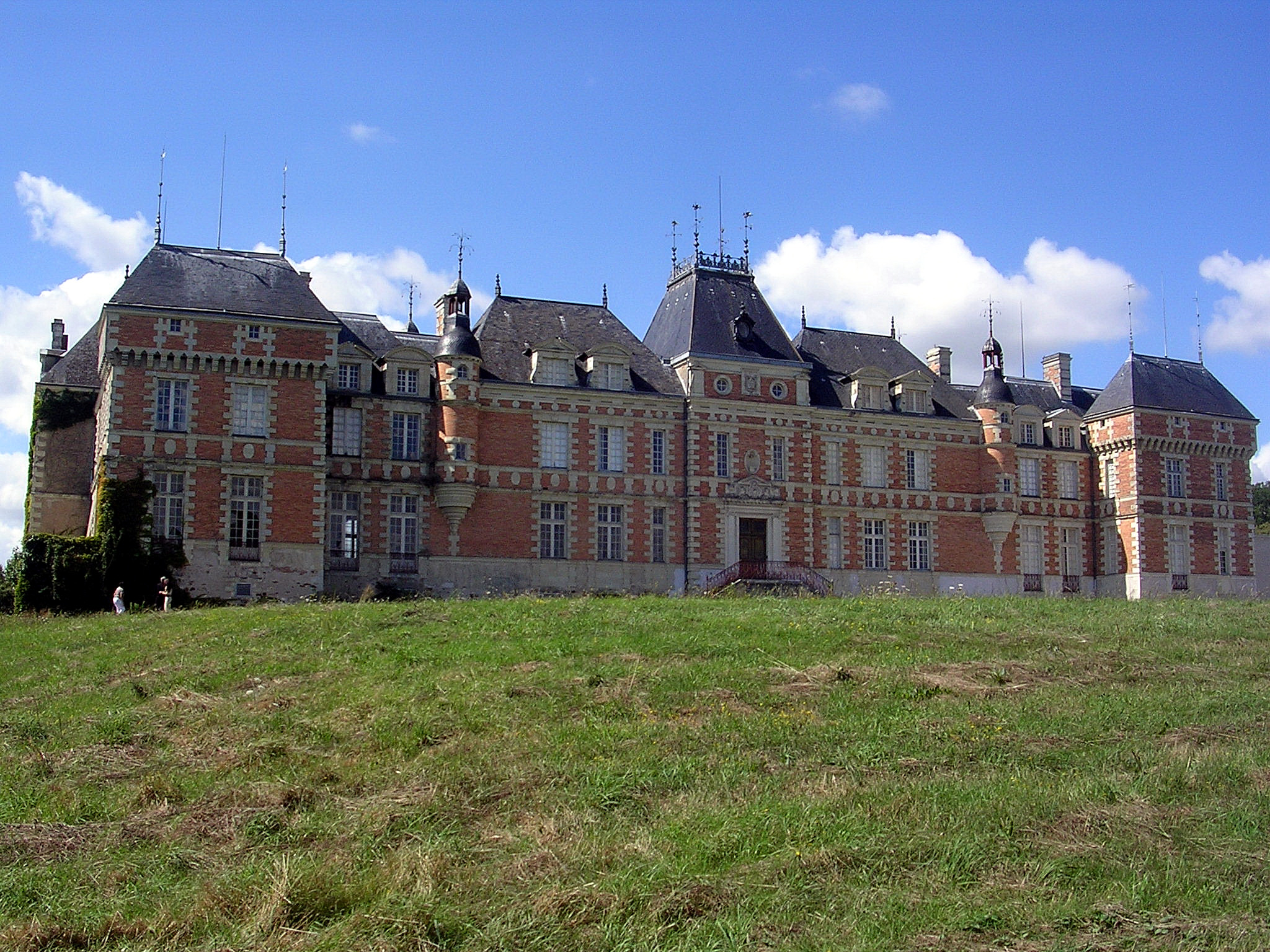
Château de Clermont.
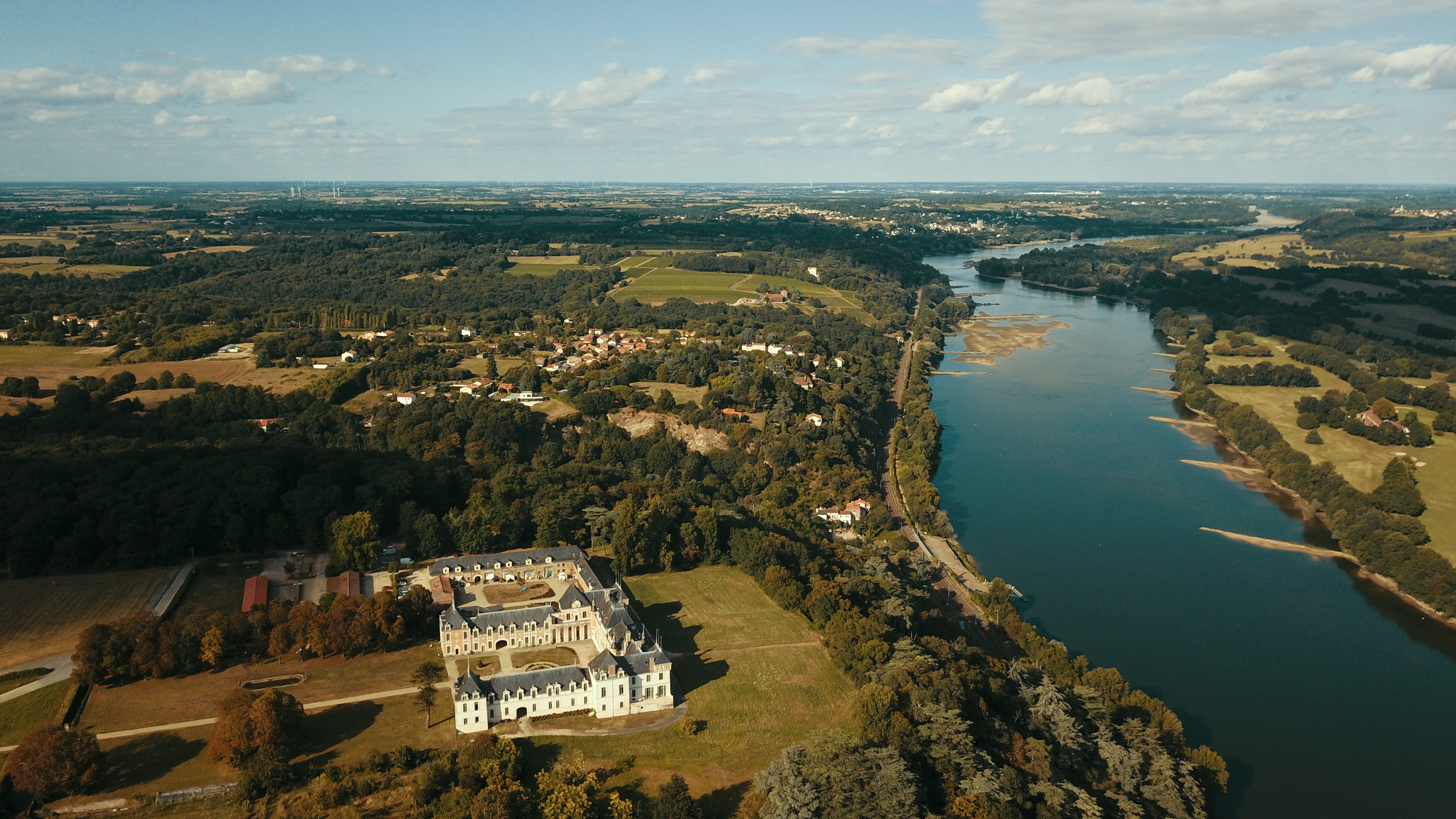
Château de Clermont construit sur le plateau "Montclair" et achevé en 1649
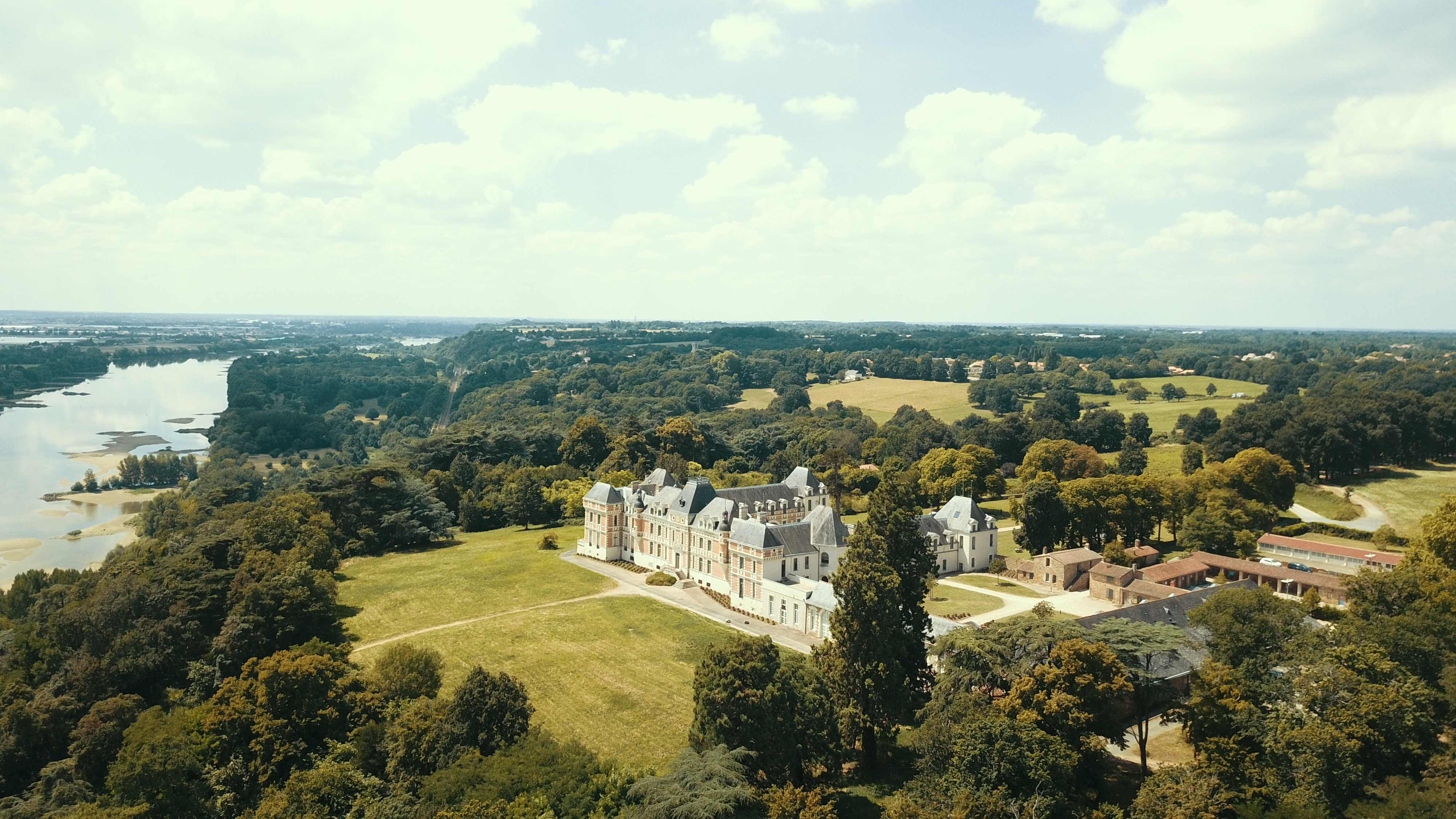
Château de Clermont
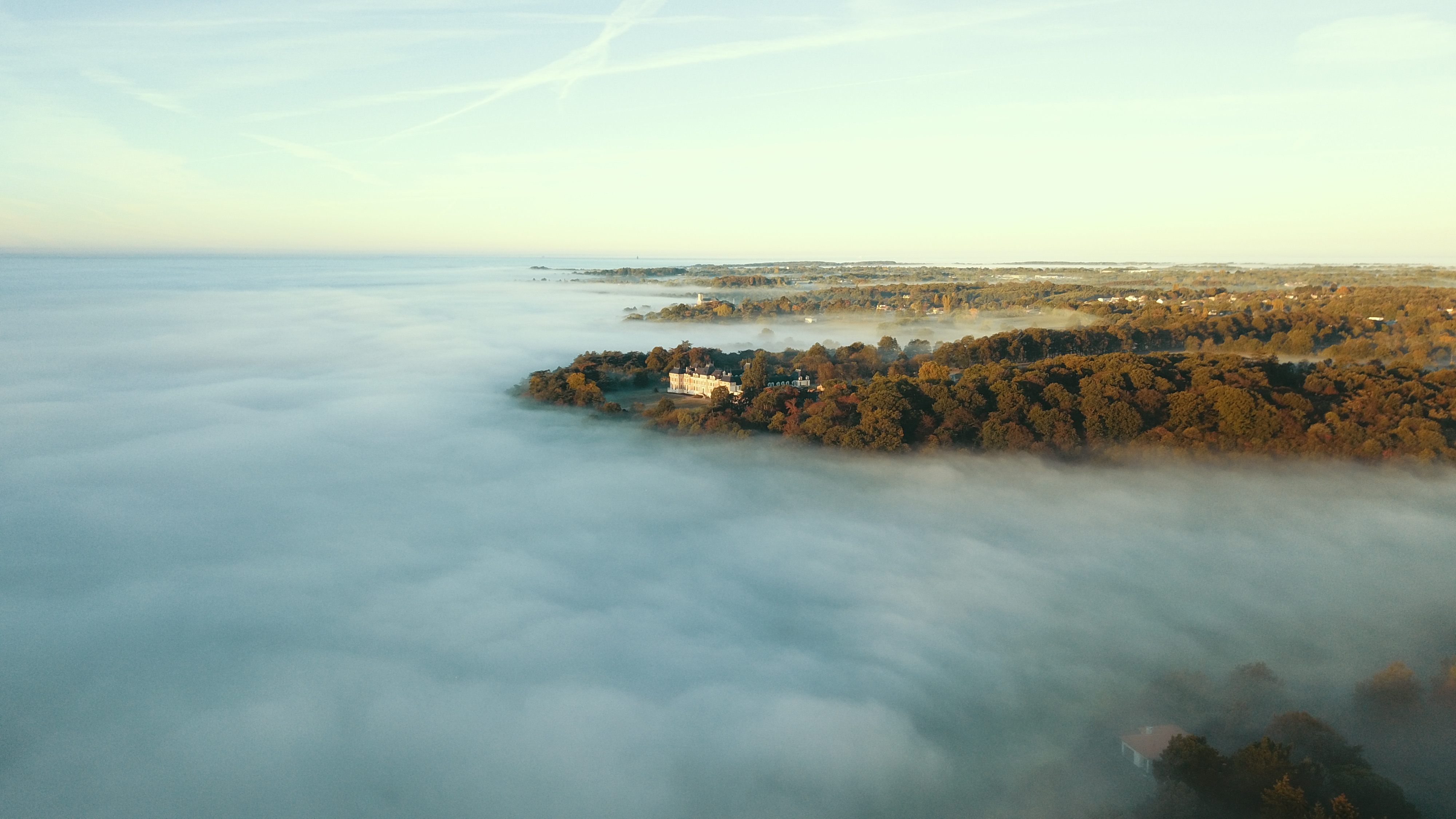
Château de Clermont. Photo Drone 2018. Le Château face à un océan de nuages un matin d'automne.

### La Révolution et l'Empire
Pendant la guerre de Vendée, le domaine est occupé par l'armée républicaine qui en fait un poste d'observation pour surveiller la Loire.

### XIXesiècle: les Siffait et les Jamonières
Les années 1820 à 1840 sont marquées par une famille originaire de la Somme, celle des Siffait. En 1816, Maximilien Siffait (1780-1861) achète le domaine de la Gérardière, qui inclut le site de l'ancien Château-Guy et commence des travaux de construction qu'il va poursuivre, malgré la mort de son épouse en 1819, jusqu'à la mort de sa fille en 1830 et qui produisent l'ensemble ensuite appelé « Folies Siffait ». Ces travaux occupent un assez grand nombre de travailleurs locaux.
En même temps, Maximilien Siffait entre dans le conseil municipal avant d'être nommé maire en 1822. En 1830 il abandonne son mandat, puis quitte le Cellier, mais quelques années après, son fils Oswald (1813-1877) revient sur le domaine de la Gérardière et est à son tour maire de 1841 à 1847.
Durant son mandat Maximilien Siffait est en conflit avec le baron des Jamonières, toujours propriétaire du château de Clermont, parce qu'il se serait approprié des terres communales. En 1830, il est opposé à ce que le baron devienne maire à sa place ; mais celui-ci y parvient en 1832 (jusqu'en 1837). À la génération suivante, les deux familles se réconcilient puisqu'en 1870, Arthur Antonin Juchault des Jamonières épouse Anna Siffait, la fille d'Oswald.
Le 1er juillet 1837, la forêt du Cellier (207 hectares) est vendue par Henri d'Orléans, duc d'Aumale, pour 140 000 francs à plusieurs riches négociants nantais parmi lesquels M. Besnier, beau-père du notaire puis « promoteur » Louis Pommeraye (1806-1850) ainsi que celui-ci, qui a laissé son nom au célèbre passage de cette ville (1840-1843) qui causa sa ruine.
Pommeraye, qui fut dès 1840 trésorier-adjoint de la Société des Courses de Nantes, modifia la maison principale du hameau de la Pégerie pour en faire sa résidence de campagne, où après sa faillite (1849) il se réfugia avec les siens.

#### Les communications
Le Cellier a eu une activité portuaire notable (batellerie de la Loire), attestée par une cale, encore existante, jusqu'à l'arrivée du chemin de fer à la fin des années 1840.
La ligne de chemin de fer est installée sur le chemin de halage; un tunnel fut percé au niveau de la propriété Siffait, puis un second au domaine de Clermont.

## Population et société

### Démographie
Selon le classement établi par l'Insee, Le Cellier fait partie de l'aire urbaine, de la zone d'emploi et du bassin de vie de Nantes. Elle n'est intégrée dans aucune unité urbaine. Toujours selon l'Insee, en 2010, la répartition de la population sur le territoire de la commune était considérée comme « peu dense » : 98 % des habitants résidaient dans des zones « peu denses » et 2 % dans des zones « très peu denses ».

#### Évolution démographique
L'évolution du nombre d'habitants est connue à travers les recensements de la population effectués dans la commune depuis 1793. Pour les communes de moins de 10 000 habitants, une enquête de recensement portant sur toute la population est réalisée tous les cinq ans, les populations de référence des années intermédiaires étant quant à elles estimées par interpolation ou extrapolation. Pour la commune, le premier recensement exhaustif entrant dans le cadre du nouveau dispositif a été réalisé en 2004.

En 2022, la commune comptait 4 011 habitants, en évolution de +8,46 % par rapport à 2016 (Loire-Atlantique : +6,68 %, France hors Mayotte : +2,11 %).
| 1793  | 1800  | 1806  | 1821  | 1831  | 1836  | 1841  | 1846  | 1851  |
| ----- | ----- | ----- | ----- | ----- | ----- | ----- | ----- | ----- |
| 1 496 | 1 667 | 1 842 | 2 220 | 2 167 | 1 887 | 2 161 | 2 311 | 2 387 |

| 1856  | 1861  | 1866  | 1872  | 1876  | 1881  | 1886  | 1891  | 1896  |
| ----- | ----- | ----- | ----- | ----- | ----- | ----- | ----- | ----- |
| 2 308 | 2 243 | 2 266 | 2 304 | 2 331 | 2 345 | 2 410 | 2 586 | 2 584 |

| 1901  | 1906  | 1911  | 1921  | 1926  | 1931  | 1936  | 1946  | 1954  |
| ----- | ----- | ----- | ----- | ----- | ----- | ----- | ----- | ----- |
| 2 532 | 2 546 | 2 573 | 2 052 | 1 907 | 1 835 | 1 806 | 1 898 | 1 851 |

| 1962  | 1968  | 1975  | 1982  | 1990  | 1999  | 2004  | 2006  | 2009  |
| ----- | ----- | ----- | ----- | ----- | ----- | ----- | ----- | ----- |
| 1 836 | 1 844 | 2 035 | 2 681 | 3 139 | 3 449 | 3 566 | 3 558 | 3 618 |

| 2014  | 2019  | 2022  | - | - | - | - | - | - |
| ----- | ----- | ----- | - | - | - | - | - | - |
| 3 684 | 3 974 | 4 011 | - | - | - | - | - | - |

#### Pyramide des âges
La population de la commune est relativement jeune.
En 2018, le taux de personnes d'un âge inférieur à 30 ans s'élève à 32,9 %, soit en dessous de la moyenne départementale (37,3 %). À l'inverse, le taux de personnes d'âge supérieur à 60 ans est de 25,1 % la même année, alors qu'il est de 23,8 % au niveau départemental.
En 2018, la commune comptait 1 930 hommes pour 1 954 femmes, soit un taux de 50,31 % de femmes, légèrement inférieur au taux départemental (51,42 %).
Les pyramides des âges de la commune et du département s'établissent comme suit.
| Hommes | Classe d’âge | Femmes |
| ------ | ------------ | ------ |
| 0,7    | 90 ou +      | 2,2    |
| 5,3    | 75-89 ans    | 7,2    |
| 17,5   | 60-74 ans    | 17,3   |
| 22,9   | 45-59 ans    | 21,3   |
| 20,3   | 30-44 ans    | 19,5   |
| 13,4   | 15-29 ans    | 13,3   |
| 20,0   | 0-14 ans     | 19,3   |

| Hommes | Classe d’âge | Femmes |
| ------ | ------------ | ------ |
| 0,6    | 90 ou +      | 1,8    |
| 6      | 75-89 ans    | 8,6    |
| 15,1   | 60-74 ans    | 16,4   |
| 19,4   | 45-59 ans    | 18,8   |
| 20,1   | 30-44 ans    | 19,3   |
| 19,2   | 15-29 ans    | 17,4   |
| 19,5   | 0-14 ans     | 17,6   |

## Équipements et services

### Transports

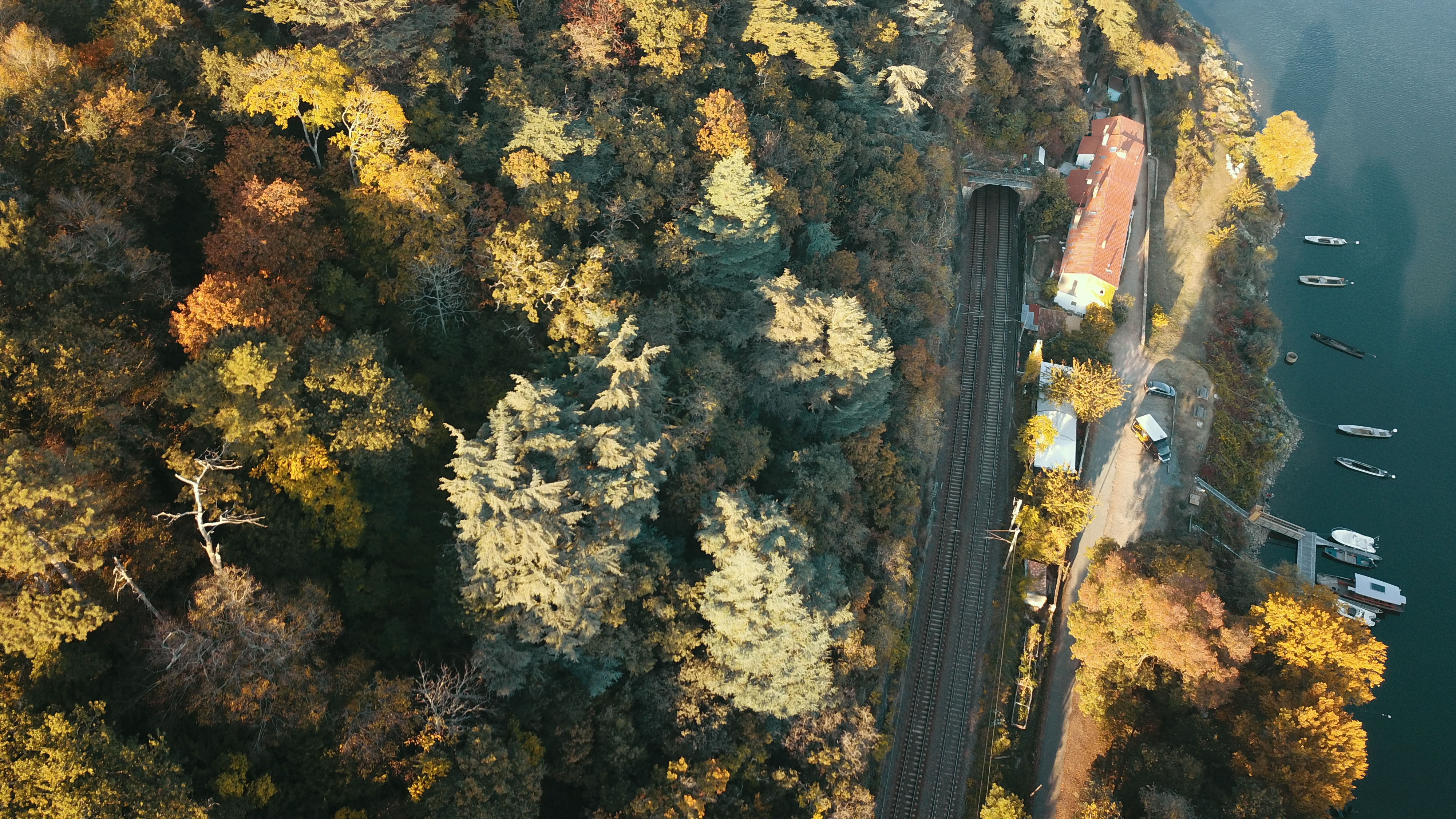
Tunnel du chemin de fer. Domaine de Clermont

La gare du Cellier est desservie par des trains TER Pays de la Loire circulant entre Angers-Saint-Laud et Nantes.
Des autocars départementaux du réseau Aléop assurent les dessertes de la commune avec la ligne 346 entre Nantes et Saint-Mars-la-Jaille via Couffé et Mésanger.
Le réseau Naolib (anciennement réseau TAN) dessert également la commune avec la ligne 67 afin d'assurer une correspondance avec la ligne C7 à Thouaré-sur-Loire. Le Cellier est ainsi, depuis le 26 août 2013, la première commune non membre de Nantes Métropole à être desservie par le réseau Naolib. Cependant, à partir de l'arrêt Droitière et jusqu'au terminus Le Cellier, la tarification Aléop est appliquée (ce tronçon est donc inaccessible avec un titre Naolib).

## Personnalités liées à la commune
- De nombreux artistes ont vécu au Cellier dans le château de la forêt : Émile Souvestre, Marie Dorval, William Turner et Jules Sandeau ; plus récemment, Hélène et René Guy Cadou.
- Claire Bretécher, auteur de BD née à Nantes en 1940 et morte à Paris le 10 février 2020 a vu la médiathèque du Cellier porter son nom. La dessinatrice a d'ailleurs elle-même inauguré l'établissement le 11 avril 2015.
- Claude Évin, ministre de la Santé du gouvernement de Michel Rocard (1988-91), est né au Cellier en 1949.
- Jeanne de Funès (1914-2015), veuve de Louis de Funès, morte à Ballainvilliers le 7 mars 2015, est inhumée aux côtés de son époux le 13 mars 2015 après des funérailles en l'église Saint-Roch de Paris.
- Louis de Funès (1914-1983), célèbre acteur français, fait l'acquisition du château de Clermont en 1967, il le restaure et y vit avec son épouse, née Jeanne Barthélémy, nièce et héritière de Mme Nau de Maupassant, famille qui le possède de 1860 à 1983 ; mort à l'hôpital de Nantes le 27 janvier 1983, les obsèques de Louis de Funès sont célébrées le 29 janvier 1983 en l'église Saint-Martin du Cellier et il est inhumé le même jour dans le cimetière communal.
- Charles Juchault des Jamonières (1902-1970), issu de la famille Juchault, né au Cellier, médaillé de bronze en tir sportif aux Jeux olympiques de Berlin en 1936. il a également participé aux Jeux de Londres en 1948 et de Melbourne en 1956.

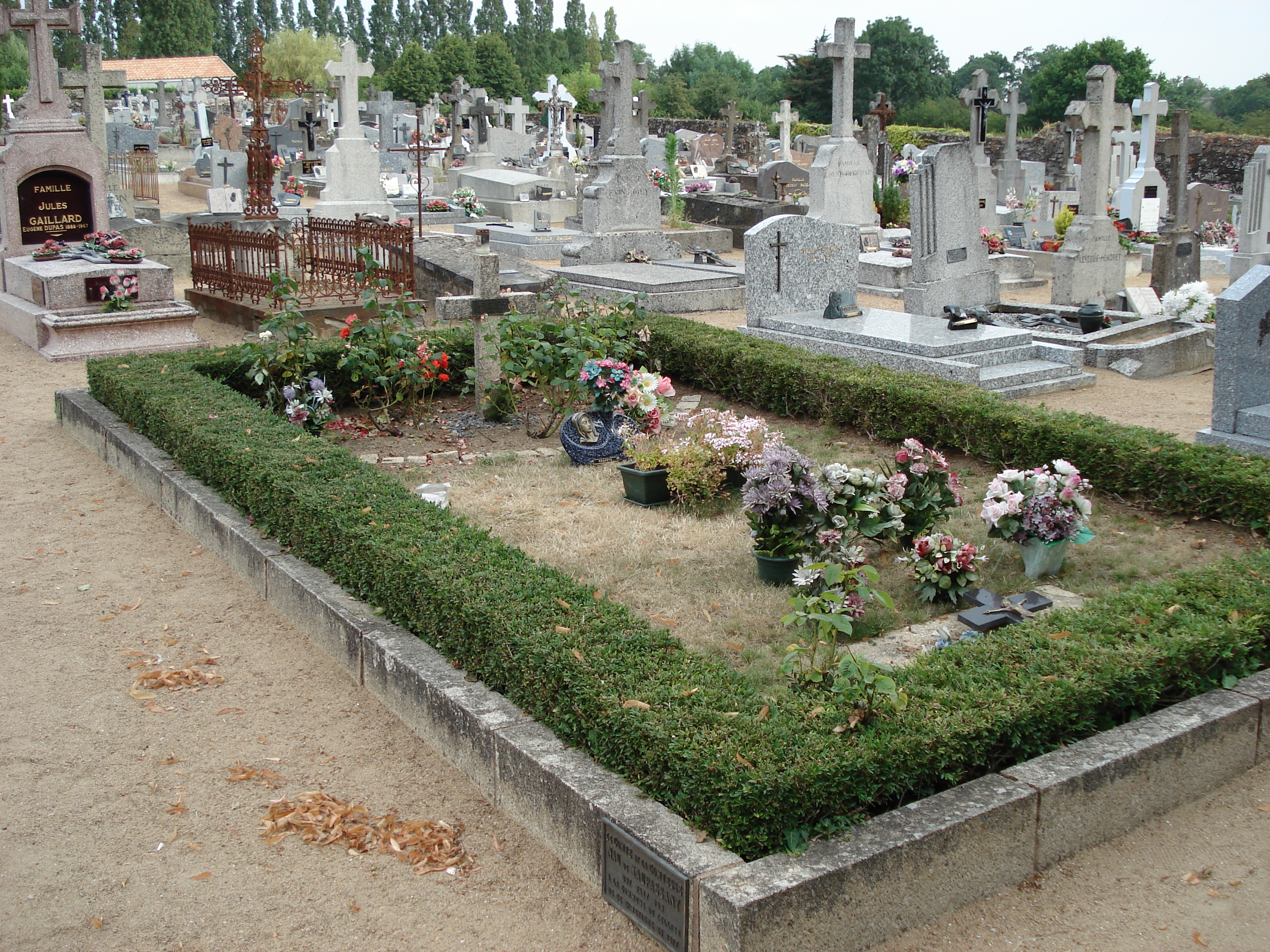
Tombe de Louis de Funès au cimetière du Cellier.

## Patrimoine et culture locale

### Lieux et monuments

#### Châteaux et demeures[28]
- Le château de Clermont a été construit au XVIIe siècle ; il fut la dernière demeure de Louis de Funès.
- Le manoir de la Vignette est inscrit au titre des monuments historiques.
- Le château de La Forêt, construit vers 1815.
- Les Folies Siffait sont un labyrinthe de terrasses et d'escaliers, envahi par la nature, édifié de 1816 à 1830 par Maximilien et Oswald Siffait ; le site, en restauration, qui surplombe la Loire est l'occasion de balades nostalgiques.
- La « Villa Roy », villa construite sur la Loire au milieu du XIXe siècle pour la famille Pichery, transmise à leurs descendants, les Roy, qui l'habitent jusqu'à la mort de Mlle Augustine Roy, qui la donne à sa nièce Marie-Joseph Ecomard ; celle-ci la vend à la commune qui la rase pour créer un promontoire sur la Loire et un jardin public.
- Le château de la Gérardière, du XIXe siècle, ancienne propriété de la famille Guillet de La Brosse, de Louis-François de Tollenare et de la famille Siffait.
- Le château du Cerny, propriété de la famille Couillaud.
- Le manoir du Pé-Bernard, du XVIIe siècle, propriété de la famille Hay de Slade, Viot, Couillaud et Delaunay.
- La « Villa Château-Guy », du XIXe siècle, ancienne propriété du général Louis Étienne Thouvenin, de la famille Juchault des Jamonières.
- La « Villa Saint-Méen », construit au XXe siècle pour Francis Athimon, devenue par la suite propriété de Robert Diat

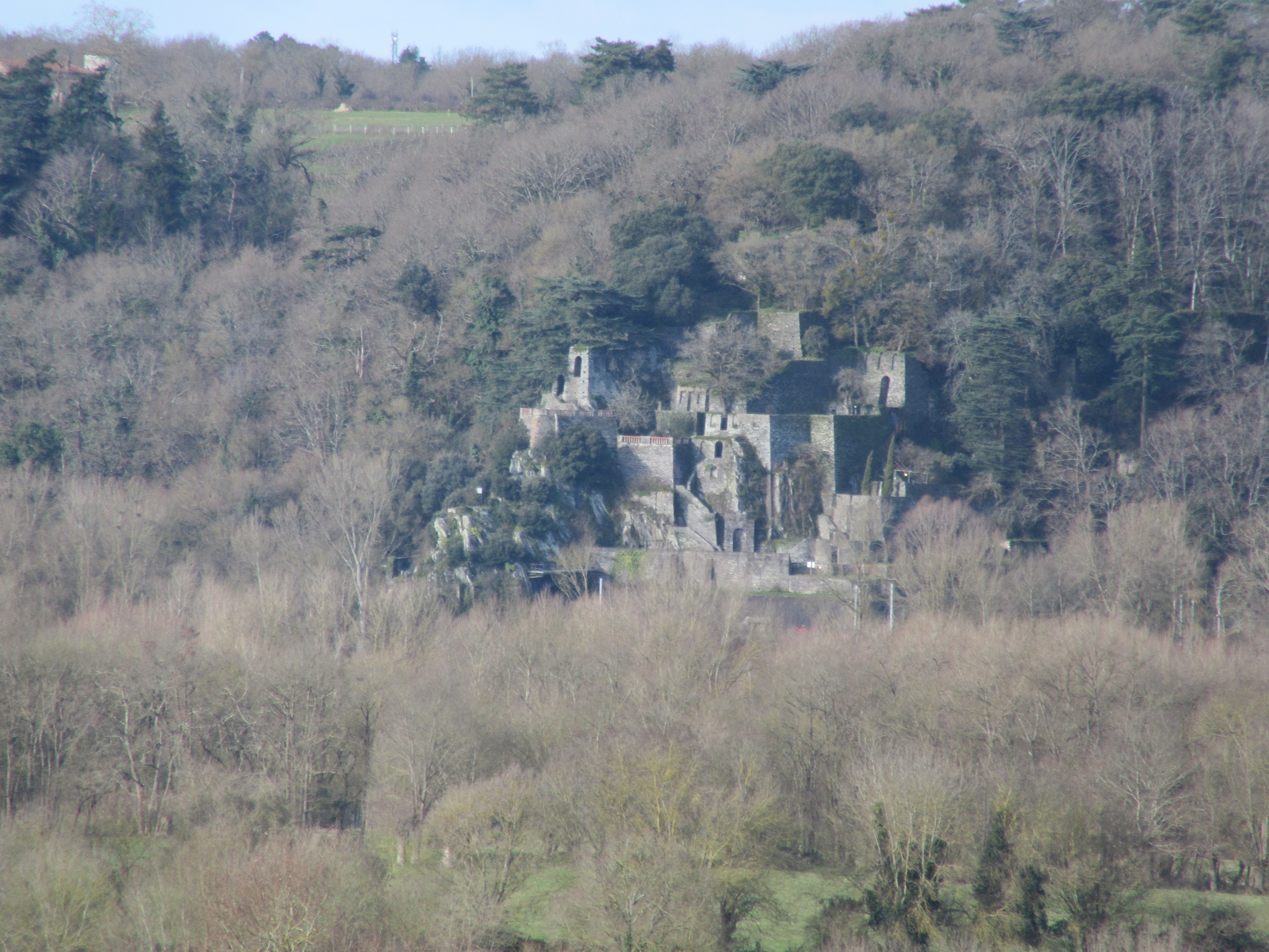
Folies Siffait.
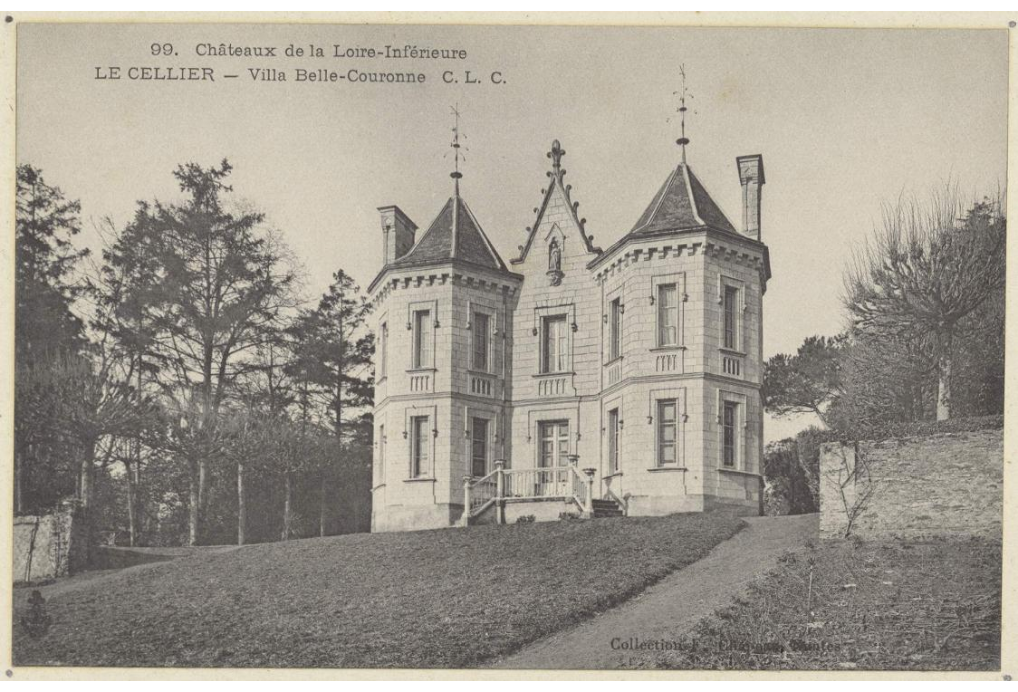
Villa Belle Couronne
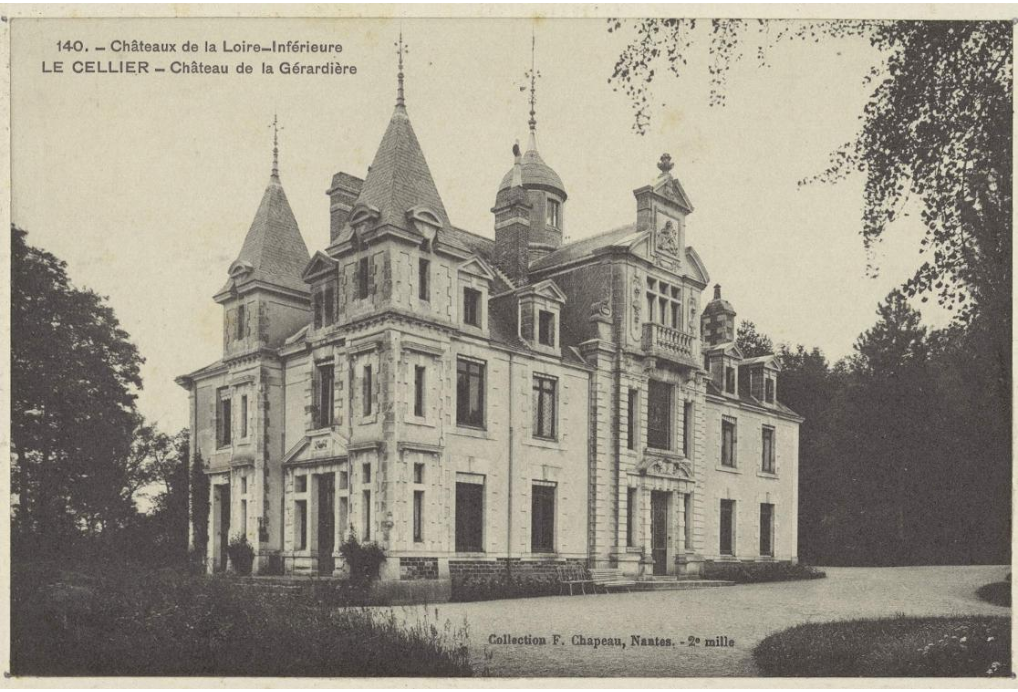
Château de la Gérardière
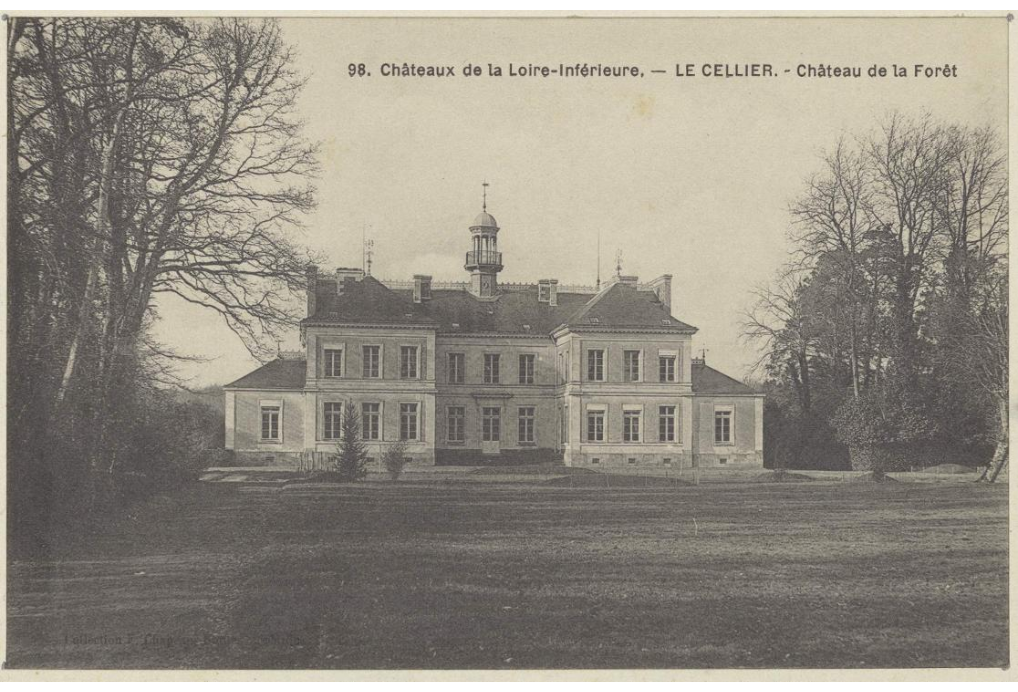
Château de la Forêt
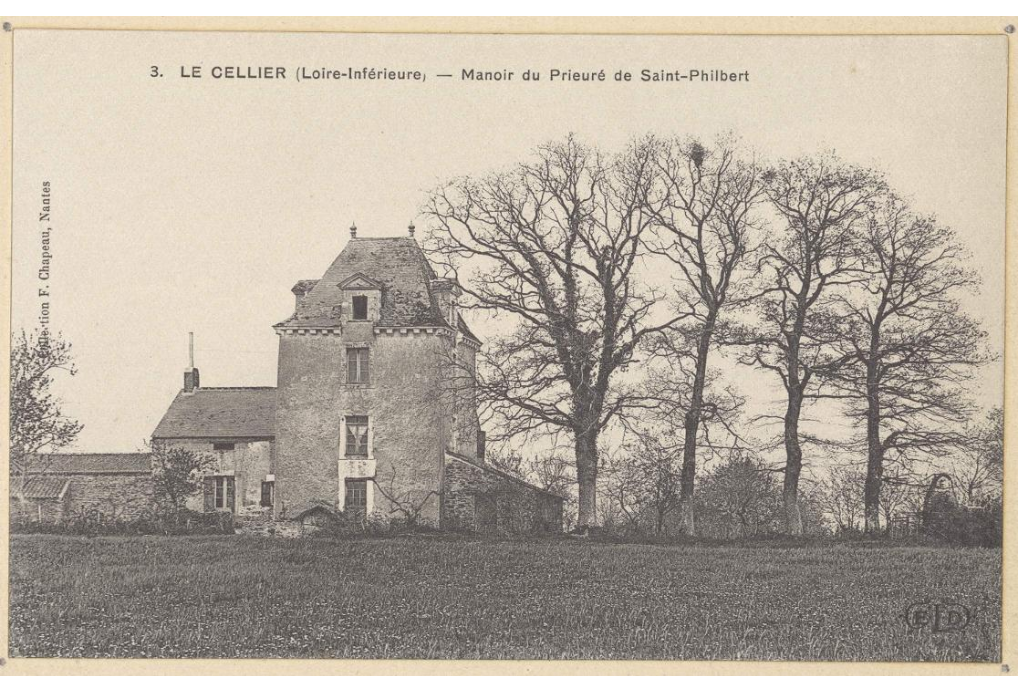
Manoir du prieuré de Saint-Philbert
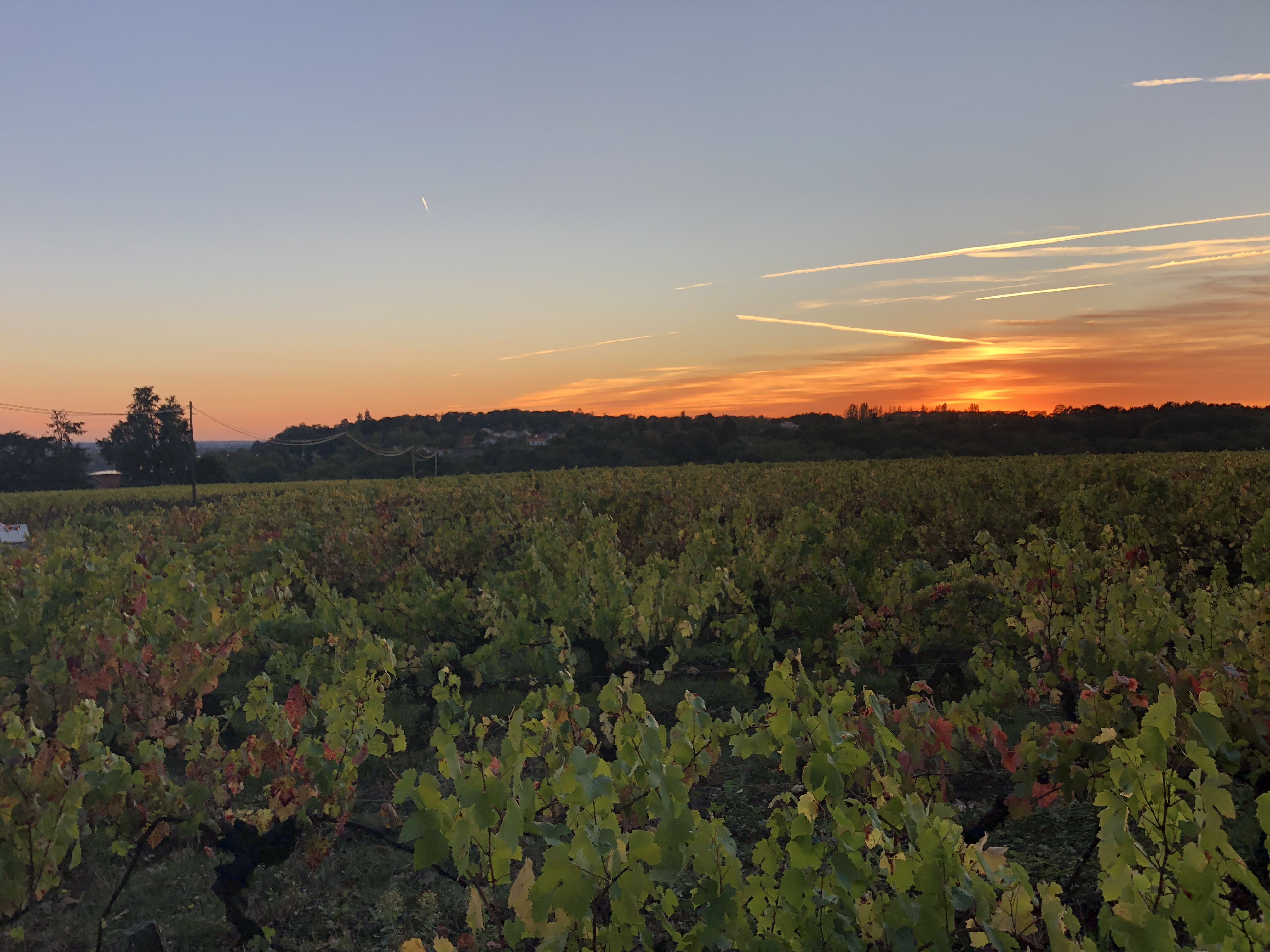
Domaine des Génaudières

#### Édifices religieux
- L'église Saint-Martin.
- La chapelle Saint-Méen, dédiée à saint Méen, fut construite aux alentours du XVIIe siècle.

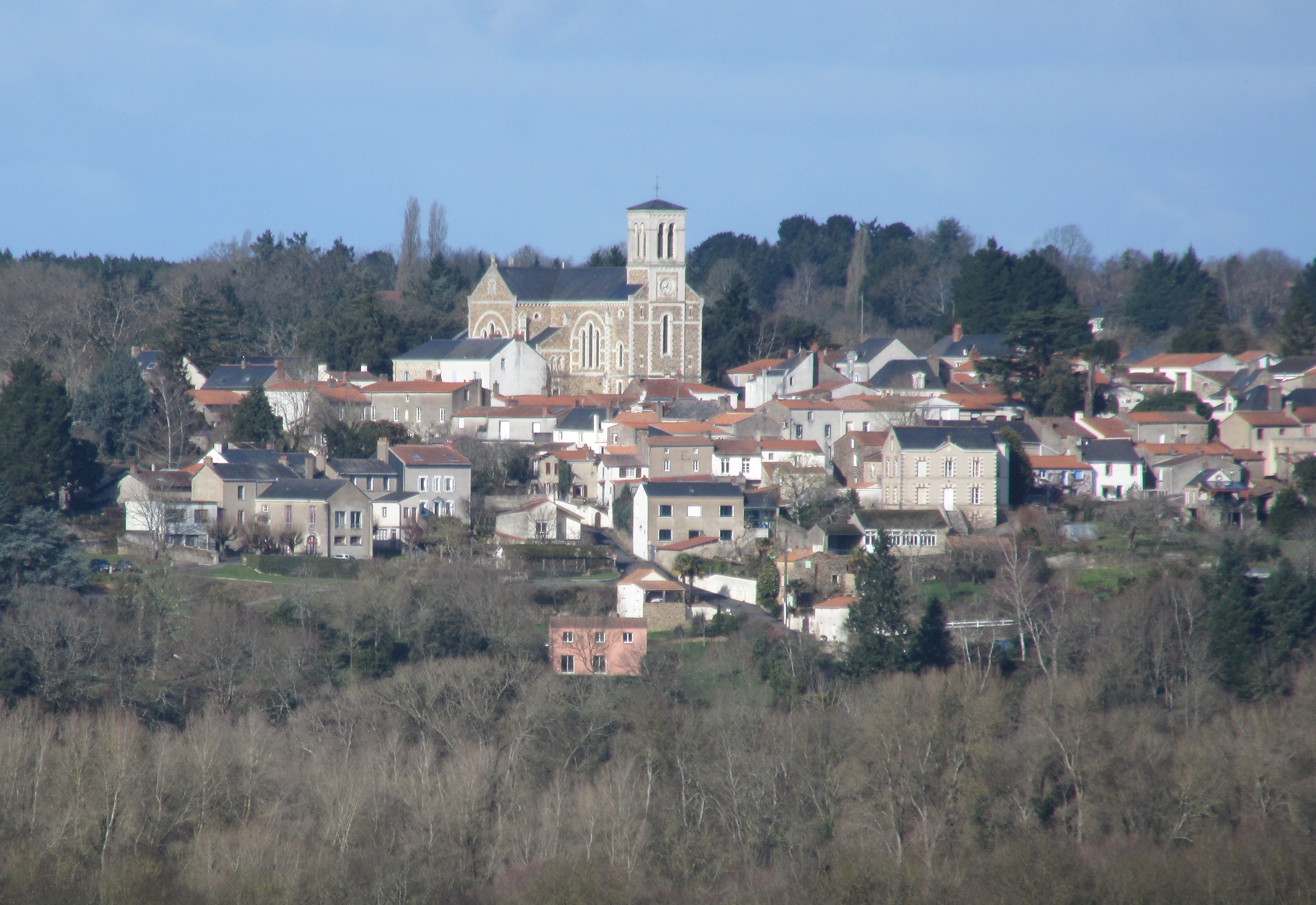
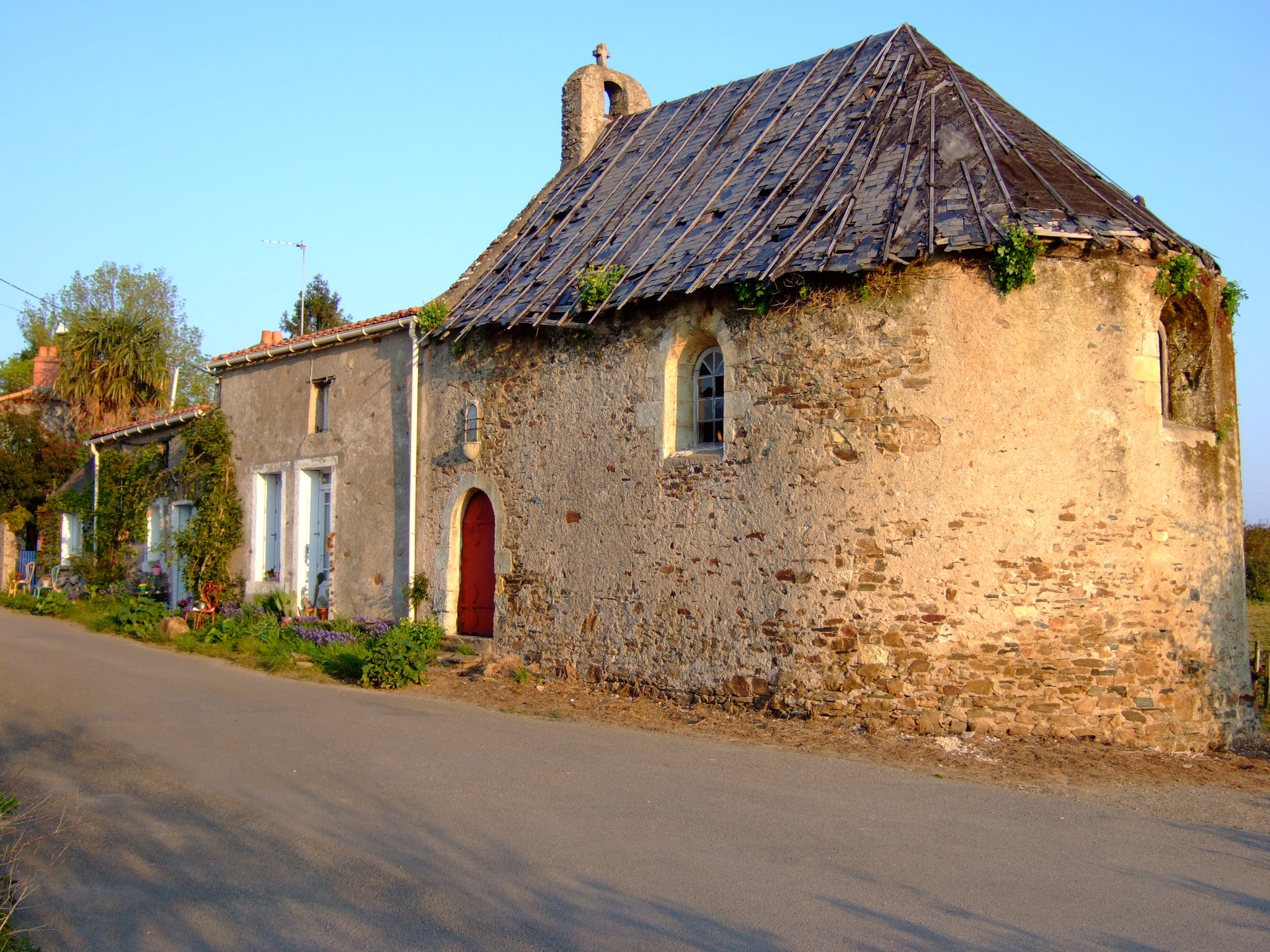
La chapelle Saint-Méen.
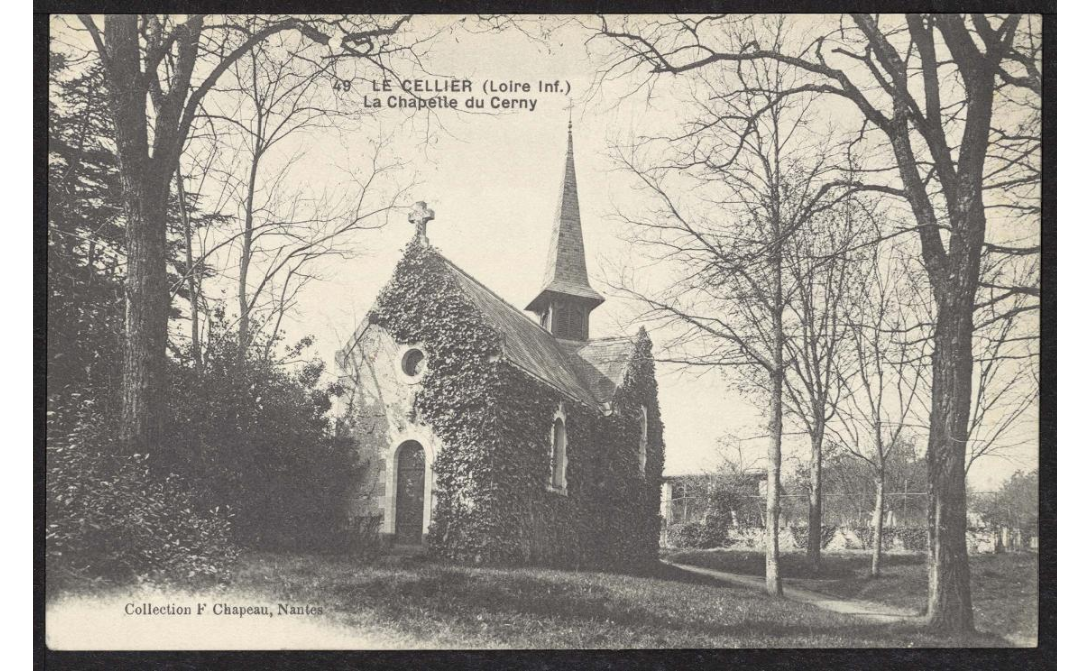
Chapelle du château du Cerny.

#### Patrimoine industriel
- Le Four à chaux de Saint-Méen, dont la construction a été autorisée en 1834

#### Musée
Le « Musée de Louis », ouvert en juillet 2013 dans le bourg du Cellier, est consacré à l'acteur Louis de Funès qui résida dans la commune de 1967 à sa mort. Il fut créé par l'association du même nom, constituée en janvier 2013 avec le soutien de la commune et du conseil général de la Loire-Atlantique.
En avril 2014, il déménage pour être installé dans l'orangerie du château de Clermont. Le 30 octobre 2016, il ferme définitivement ses portes, faute de subventions.

### Héraldique
| Blason | Blasonnement : De gueules à une grappe de raisin d'or, accostée de deux bourdons de pèlerin d'argent, et soutenue d'une burelle ondée du même ; au chef d'hermine. Commentaires : Les bourdons évoquent les deux prieurés ayant existé sur cette commune viticole du Nord-Loire. Le chef d'hermine évoque le blasonnement d'hermine plain de la Bretagne, rappelant l'appartenance passée de la ville au duché de Bretagne. Blason conçu par M. Teiller (délibération municipale du 31 juillet 1955), enregistré le 15 novembre 1978. |

### Devise
La devise du Cellier : « Vino Et Aspectu Juvat. »